# Fourche de réplication
 (novembre 2018).
Si vous disposez d'ouvrages ou d'articles de référence ou si vous connaissez des sites web de qualité traitant du thème abordé ici, merci de compléter l'article en donnant les références utiles à sa vérifiabilité et en les liant à la section « Notes et références ».

fourche de réplication

La fourche de réplication est une transformation de la forme de l'ADN. L'ADN prend normalement la forme de deux brins entortillés en double hélice, mais pendant la réplication, cette forme change énormément. En effet, la réplication commence grâce à une ou plusieurs origines de réplication qui sont des séquences de nucléotides spécifiques reconnues par des protéines de réplication. Ces protéines vont s'attacher aux origines de réplication et séparer les deux brins d'ADN ce qui va former un "œil" de réplication. Mais d'autres enzymes interviennent à ce moment-là, les hélicases. Ces enzymes vont se fixer aux extrémités de l’œil de réplication et commencer à dérouler l'ADN et à détacher les deux brins, pour pouvoir augmenter l’œil de réplication. Ce faisant, les hélicases vont transformer les extrémités des yeux de réplication en forme de Y, appelées fourches de réplication.